# Chorea-Huntington-ähnliches Syndrom
Das Chorea-Huntington-ähnliche Syndrom ist eine Gruppe sehr seltener angeborener Gehirnerkrankungen, die klinisch der Chorea Huntington entsprechen, aber nicht deren Mutation aufweisen.
Synonyme: Chorea-Huntington-ähnliche Erkrankung; englisch Huntington’s disease-like; HDL

## Einteilung
Unter diesem Begriff werden in Orphanet aufgeführt:
- HDL1, Synonyme: Chorea-Huntington-ähnliche Krankheit 1; Früh-einsetzende Prionkrankheit mit prominenten psychiatrischen Merkmalen, autosomal-dominant, Mutationen im PRNP-Gen auf Chromosom 20 Genort p13[3][4]
- HDL2, Synonym: Chorea-Huntington-ähnliche Krankheit 2, wird zu den Neuroakanthozytose-Syndromen gezählt, autosomal-dominant, Mutationen im JPH3-Gen auf Chromosom 16 Genort q24.2.[5][6] Vorwiegend bei Patienten afrikanischer Herkunft[7]
- HDL3, Synonym: Chorea-Huntington-ähnliche Krankheit 3, autosomal-rezessiv, Mutationen auf Chromosom 4 Genort p15.3[8][9]
- HDL4, Synonym: Chorea-Huntington-ähnliche Krankheit 4; Ataxie, spinozerebelläre, Typ 17; SCA17, autosomal-dominant, Mutationen im TBP-Gen auf Chromosom 6 Genort q27[10][11][7]
- Chorea-Huntington-ähnliches Syndrom durch C9ORF72-Expansionen, Synonym: C9ORF72-abhängige Phänokopie der Huntington-Krankheit, autosomal-dominant[12]

## Verbreitung
Die Häufigkeit ist nicht bekannt, alle diese Syndrome sind wesentlich seltener als die Chorea Huntington.
Die häufigste Form scheint HDL4 zu sein, gefolgt von HDL2, fast ausschließlich bei Schwarzafrikanern und deren Nachkommen. HDL3 wurde bei zwei Familien aus Saudi-Arabien und HDL1 bei einer Familie nachgewiesen.

## Klinische Erscheinungen
Das klinische Bild entspricht dem bei der Chorea Huntington.
Klinische Merkmale treten meist im frühen bis mittleren Erwachsenenalter auf, lediglich HDL3 beginnt bereits im Alter von 3–4 Jahren.

## Differentialdiagnostik
Abzugrenzen sind neben den hier aufgeführten Erkrankungen:
- Spinozerebelläre Ataxie (SCA)
- Dentatorubro-Pallidoluysische Atrophie (DRPLA)
- Neurodegeneration mit Eisenablagerung im Gehirn
- Neuroferritinopathie
- Chorea-Akanthozytose
- Benigne hereditäre Chorea